# 박현모
박현모(朴玄模, ? ~ ?)는 일제강점기의 지방행정 관료이다.

## 생애
출신지와 생년을 알 수 없다. 1915년에 판임관 견습에 임명되면서 충청남도 연기군에서 근무한 것을 시작으로 조선총독부 관리가 되었다.
1916년에는 총독부 군서기로 정식 임용되어 연기군에 발령받았다. 1922년에는 경기도 연천군으로 이동하였고, 양주군과 여주군을 거쳐 1929년에 파주군 서무계주임으로 승진하였다.
1931년 11월에는 고등관 8등의 총독부 군수로 발탁되어 경기도 포천군 군수가 되었다. 포천군수로 재직 중이던 1935년에 총독부가 시정 25주년을 기념하여 표창한 표창자 명단에 들어 있다. 1936년까지 파주군수로 재직했으며, 이때 고등관 6등에 오르고 종7위에 서위되어 있었다.
2008년 발표된 민족문제연구소의 친일인명사전 수록예정자 명단 중 관료 부문에 포함되었다.

## 참고자료
- 박현모(朴玄模) - 국사편찬위원회